# 旭町 (下川町)
旭町（あさひまち）は、北海道上川地方の上川郡下川町にある地名である。郵便番号は098-1201である。

## 地理
下川町の市街地の東部に位置する。地域は市街地として利用されている。東は緑町、南は共栄町、西は錦町、北は名寄川をはさんで北町に接する。

### 河川
- 名寄川

## 歴史
公区（行政区）の旭町とほぼ一致する。開拓当初は農地として開発されたが、のちの市街地の拡大に伴い、国道239号沿いは商店街として、他は主に住宅街として発展してきた。

### 地名の由来
公区名に由来する。

### 沿革
- 1924年（大正13年）1月1日 - 下川村分村に伴い、11字が設置される。
- 1984年（昭和59年）4月1日 - 従来の字を改正し、旭町が設置される。

### 町名の変遷
| 実施後 | 実施年月日   | 実施前（各字名ともその一部） |
| ------ | ------------ | ---------------------------- |
| 旭町   | 1984年4月1日 | 名寄原野、名寄               |

## 交通

### バス
- 名士バス 興部線
- 下川町コミュニティバス

### 道路
- 国道239号 - 仮定県道

## 施設
- 下川神社